# Akintunde Akinleye
Akintunde Akinleye (* 19. dubna 1971) je nigerijský fotožurnalista, jehož obrazy se soustředí na fotoaktivismus a narativní témata. Bývalý fotograf agentury Reuters pokrývající západní Afriku a jeho fotografie dokumentovaly postkoloniální historii Nigérie. Je prvním nigerijským fotografem, který obdržel cenu World Press Photo (2007) za snímek výbuchu potrubí v Lagosu. Ve stejném roce obdržel ocenění National Geographic All Roads. Jeho fotografie byly publikovány v Time, Vogue, The New York Times a dalších publikacích.

## Raný život
Ačkoli jeho rodiče – Joel Oloruntoba a Ebuoluwa Racheal – pocházeli z Okemesi-Ekiti v jihozápadní Nigérii, Akintunde se narodil a vyrostl v Mushinu v Lagosu. Jeho matka považovala Akintundeho za příliš hravého, snažila se ho odvést od hraní fotbalu na ulici. V jedenácti letech mu prý darovala fotoaparát, když si všimla, že rád kreslí obrázky do písku. Byl také zapsán do mimoškolního učňovského programu v místním fotoateliéru, aby se naučil portrétovat.

## Vzdělání
Ve věku pěti let začal Akintunde své základní vzdělání na základní škole St. Jude v Mushin a později přešel na základní školu Layi-Oyekanmi, když vláda v roce 1979 rozšířila systém veřejných škol. Poté navštěvoval střední školu Eko Boys' High School (EBHS) v letech 1983 až 1988.
V roce 1997 získal bakalářský titul ve vzdělávání sociálních studií na Ondo State University v Ado Ekiti (nyní Ekiti State University) a navštěvoval Nigerijský institut žurnalistiky (NIJ) v Lagosu, kde získal postgraduální diplom v oboru žurnalistika.
Poté, co získal dva magisterské tituly v oboru masové komunikace na University of Lagos a ve filmových studiích na Carleton University v Ottawě, zahájil Ph.D. program v antropologii se zaměřením na dynamické složitosti rámování, vizuální materiální kultury a reprezentace na Carleton University, Ottawa, Kanada.
Po dokončení workshopu o dokumentární fotografii a fotožurnalistice, který v roce 2005 zorganizovala World Press Photo Foundation na Nigeria Institute of Journalism v Lagosu, byl Akintunde jmenován hostujícím lektorem osvědčení o odborné způsobilosti v oblasti fotožurnalistiky ve snaze zvýšit úroveň praxe. profese v Nigérii. Jako doktorand vedl kurzy africké populární kultury, africké kinematografie a vizuální antropologie a pomáhal určeným profesorům afrických studií a antropologie na Carleton University, Ottawa, Kanada. Během terénní práce pro svůj doktorandský výzkum: Gendering a Small God: Gelede Religion, Pentecostal Media, and Spirituality in Urban Lagos, Akintunde nastoupil jako pomocný učitel na školu médií a filmu na Panatlantické univerzitě v Lagosu pro praktickou realizaci. témat ve foto/videožurnalistice zúčastněným studentům.

## Kariéra

### Fotožurnalistika
Akintunde začal svou kariéru fotožurnalistiky v Daily Independent, místních novinách v Lagosu, několik let poté, co získal bakalářský titul. Zatímco pokrýval korunovaci Oba z Lagosu, Oba Riliwan Akiolu, byl zbit bezpečnostními důstojníky za to, že se příliš přiblížil Atiku Abubakarovi, viceprezidentovi Nigérie. Jeho kamera byla rozbitá a strávil měsíc v nemocnici, bylo hlášeno. Pro Reuters začal pracovat v roce 2006 a stal se korespondentem pro region západní Afriky při spolupráci s Finbarrem O'Reillym, v té době regionálním redaktorem Reuters. Dočasně ukončil žurnalistiku a v roce 2018 rezignoval na svou práci v Reuters, aby se mohl naplno věnovat doktorandskému studiu.
Článek v New York Times z roku 2015 poznamenal, že jeho práce přivádí „kinetické krajiny k životu“. Akinleye získal čtyři nominace na cenu Prix Pictet v kategorii Fotografie a udržitelnost za své práce o Delta: A Vanishing Wetland, Delta Bush Refinery, Makoko: Life on Stilt a Lagos' Firemen.

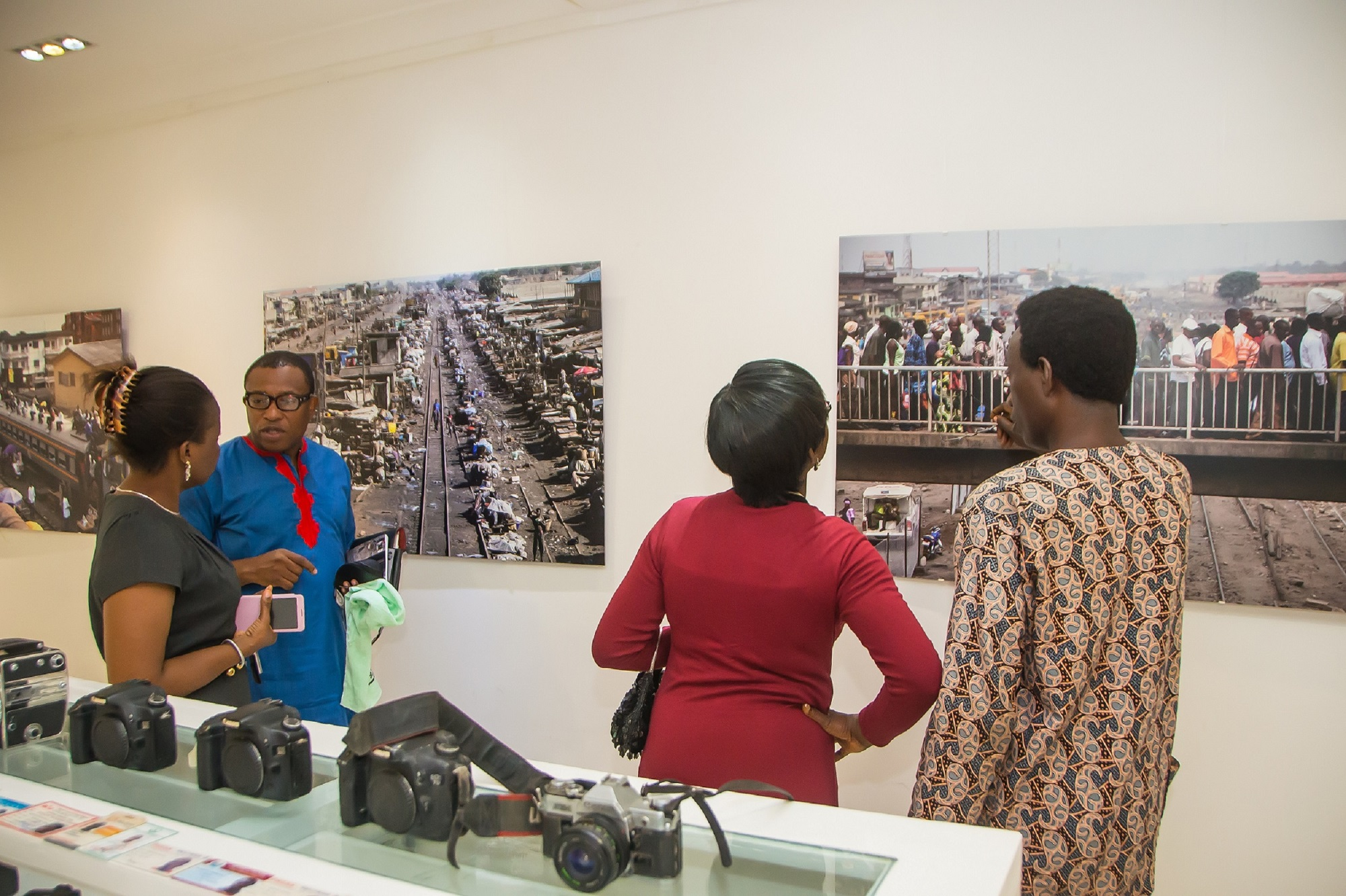
Výstava Akintunde Akinleye v Red Door Gallery, 2015.

### Cena World Press Photo

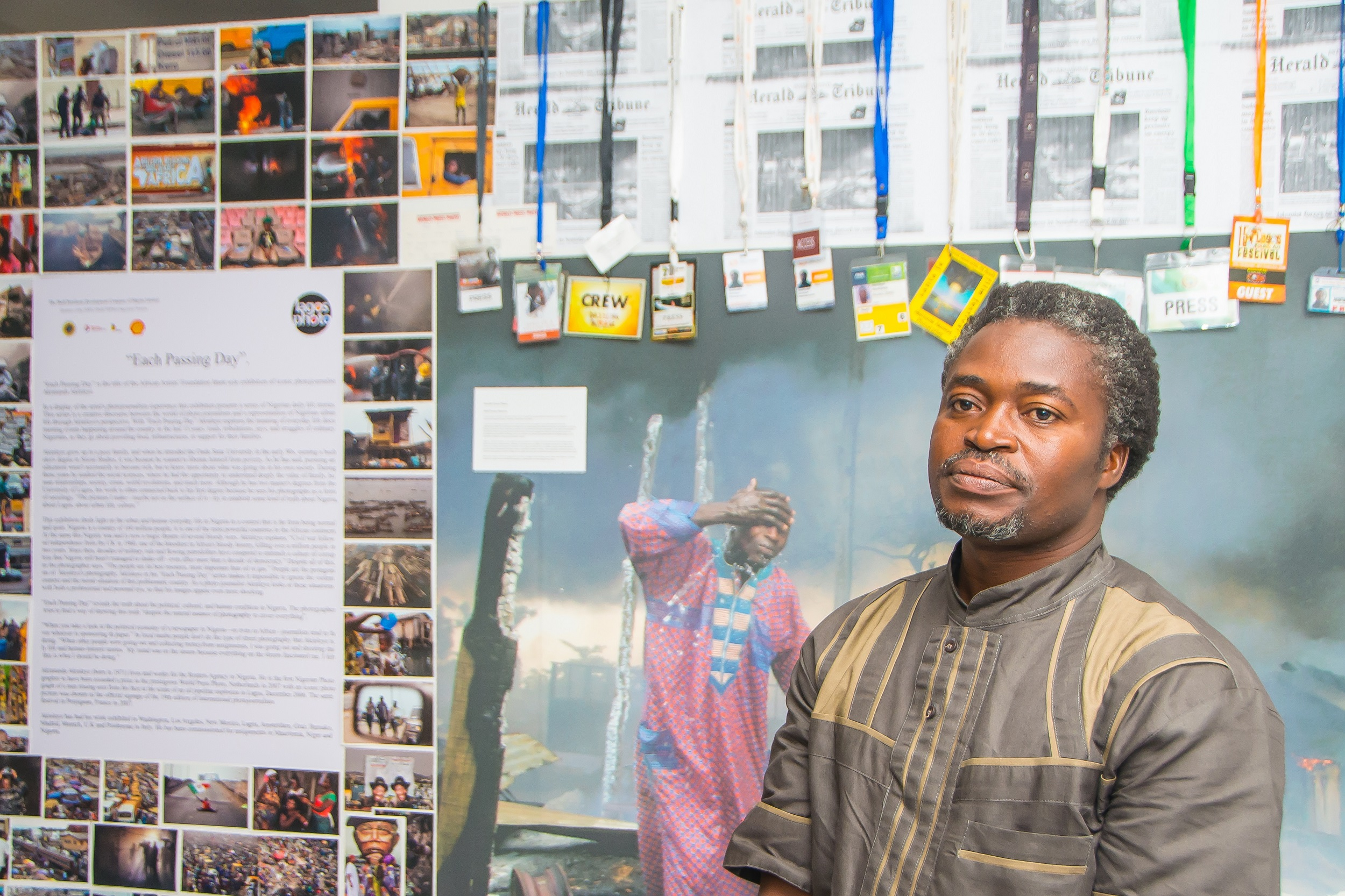
Akinleye na své výstavě v roce 2015, za ním je fotografie, která získala cenu World Press Photo

V roce 2007 získal Akinleye cenu World Press Photo v kategorii zpravodajství, za snímek muže, který si oplachuje saze z obličeje po výbuchu potrubí v Abule Egba na předměstí Lagosu. Projel lagoskou dopravou na kole a na místo exploze dorazil pouhých deset minut po jejím začátku. Vyprávěl, že když byl obklopen valícím se kouřem, uviděl muže, který se pokusil uhasit oheň vědrem vody a poslední kapkou si umýval obličej. Pořídil asi pět nebo šest snímků muže a přesunul se na jinou scénu. Oceněná fotografie byla prý poslední ze sekvence snímků, které pořídil.
Akinleye přemýšlel, zda poslat fotografii svému editorovi, řekl: „Myslel jsem si, že fotožurnalistika by neměla být příliš umělecká, a myslel jsem, že [fotografie] je příliš krásná, příliš dramatická na to, aby byla dobrá. Seděl jsem tam asi půl hodiny a přemýšlel jsem, zda ji mám poslat."
Snímek označil The Guardian za jednu z nejlepších fotografií desetiletí.

## Osobní život
Akinleye je ženatý s Omobolanle Dada-Akinleye ("Omo-B"). Mají čtyři děti; Akinbusayo, Akinola, Ibukunoluwa a Eniola.

## Ceny, nominace a rezidence
- Cena World Press Photo (2007)
- Cena National Geographic All Roads (2008)[1][3][6][9]
- Nominace na cenu Prix Pictet za fotografii a udržitelnost za jeho práce na:
  - Delta: A Vanishing Wetland (2012)
  - Delta Bush Rafinérie (2015)
  - Makoko: Život na chůdách (2019) a
  - Lagos' Firemen (2021)
- Rezidenční stipendium, University of Texas v Dallasu (2008)
- Rezidenční stipendium, Thami Mnyele Foundation, Amsterdam (2010)

### Vybrané výstavy
- Delta Bush Rafinérie a další příběhy, Galerie Omenka, Lagos, Nigérie, 2016.[3][9][10]
- Every Passing Day, Red Door Gallery, Lagos, Nigérie, 2015.[1]
- Spiritual Highway, School of Oriental and African Studies (SOAS), Londýn, 2014.[13]
- Wole Soyinka a my ostatní, Brunejská galerie, SOAS, Spojené království, 2012.
- Delta: A Vanishing Wetland (For a Sustainable World), Bamako, Mali, 2011.
- Potíže požehnané země, Kalifornie a Washington, DC, 2007.

## Publikace
- Janson, Marloes a Akinleye, Akintunde (2015). „The Spiritual Highway: Religious World Making in Megacity Lagos“, In Material Religion, 11, (4), 2015, str. 550-56 https://doi.org/10.1080/17432200.2015.1103484
- Akinleye, Akintunde (2013). "Paradox". In Rogue Urbanism: Emergent African Cities (ed.) Edgar Pieterse a AbdouMaliq Simone. Johannesburg: Jacana Media, str. 355-364, 2013.
- Oyebode, Aisha a Akinleye, Akintunde (2021). Ukradené dcery Chiboka. Power-House Books, New York.

## Prezentace referátů a plakátů
- „Beyond the Frame: Photojournalism in the Context of Africa, Center for African Studies“, University of Florida, Gainesville, USA, únor 2020.
- „Antropocén žije v deviaci: Delta Bush rafinérie a další příběhy“. Příspěvek přednesený na výroční konferenci Anthropology Graduate Students' Association, York University, Toronto, Kanada, březen 2019.
- „Uzavření chybějícího článku: Kampaň na zvyšování povědomí o změně klimatu a dětská fotografická produkce pro muzejní výstavu“. Prezentace plakátu @Canadian Museum of History, prosinec 2019.